# Theragra
Genre
Theragra est un genre de poissons de la famille des Gadidae.

## Étymologie
Le nom Theragra vient du grec theragros, bon pour la chasse.

## Liste des espèces
Selon FishBase (14 février 2016) et World Register of Marine Species (14 février 2016) :
- Theragra chalcogramma (Pallas, 1814) - goberge d'Alaska (Canada), lieu d'Alaska ou colin d'Alaska (France)
- Theragra finnmarchica (Koefoed, 1956) - colin de Noruega est un poisson rare des eaux norvégiennes.